# Индри
Индри (Indri indri) са вид бозайници от семейство Индриеви (Indriidae), единствен представител на род Indri.
Разпространени са в горите в източната част на Мадагаскар. Те са сред най-едрите съвременни лемури и достигат дължина на тялото 64 – 72 сантиметра и маса 6 до 9,5 килограма. Живеят високо по дърветата, активни са през деня и се хранят главно с млади листа, по-рядко със семена, плодове и цветове. Индри заемат важно място в мадагаскарския фолклор и митология. Видът е критично застрашен, най-вече заради намаляване и фрагментиране на местообитанията му.